# Biriatou
Biriatou è un comune francese di 1 018 abitanti situato nel dipartimento dei Pirenei Atlantici nella regione della Nuova Aquitania, il comune confina con Irun (Spagna).
Nel 1603 venne creato il comune staccandolo da Urrugne.

## Società

### Evoluzione demografica
Abitanti censiti